# LaSalle Clean Energy Center

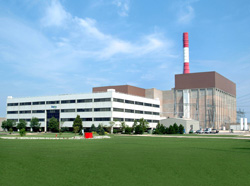
LaSalle Clean Energy Center, okänt år.

LaSalle Clean Energy Center är ett kärnkraftverk med två kärnreaktorer som kan producera maximalt 2 320 megawatt (MW) elektricitet, vilket motsvarar elektricitet för mer än 1,7 miljoner bostäder. Kärnkraftsanläggningen ligger på ett 1 236 hektar (3 055 acre) stort område i Marseilles, Illinois i USA. LaSalle ägs till 100% av Constellation Energy.
Kärnkraftverkets första reaktor kom i drift den 20 oktober 1982 medan den andra gjorde det den 19 oktober 1984.